# Championnat d'Écosse de football 1981-1982
Navigation
Édition précédente Édition suivante
La 85e édition du championnat d'Écosse de football est remportée par le Celtic Football Club. C’est le 33e titre de champion, le deuxième consécutif, du club de Glasgow. Le Celtic l’emporte avec 2 points d’avance sur Aberdeen FC. Rangers FC complète le podium.
Le système de promotion/relégation reste en place: descente et montée automatique, sans matchs de barrage pour les deux derniers de première division et les deux premiers de deuxième division. Partick Thistle FC et Airdrieonians descendent en deuxième division. Ils sont remplacés pour la saison 1982/83 par Motherwell FC et Kilmarnock FC.
Avec 21 buts marqués en 36 matchs,  George McCluskey du Celtic Football Club remporte pour la première fois le classement des meilleurs buteurs du championnat.

## Les clubs de l'édition 1981-1982
| \| Aberdeen FC Glasgow · Celtic - Rangers-Partick Thistle Dundee · Dundee – Dundee United Saint Mirren Greenock Morton Airdrieonians Hibernian FC \| Localisation des clubs engagés dans le championnat. |
| Aberdeen FC Glasgow · Celtic - Rangers-Partick Thistle Dundee · Dundee – Dundee United Saint Mirren Greenock Morton Airdrieonians Hibernian FC                                                           |

| Club                          | Ville    |
| ----------------------------- | -------- |
| Aberdeen Football Club        | Aberdeen |
| Airdrieonians Football Club   | Airdrie  |
| Celtic Football Club          | Glasgow  |
| Dundee Football Club          | Dundee   |
| Dundee United Football Club   | Dundee   |
| Greenock Morton Football Club | Greenock |
| Hibernian Football Club       | Leith    |
| Partick Thistle Football Club | Glasgow  |
| Rangers Football Club         | Glasgow  |
| Saint Mirren Football Club    | Paisley  |

## Compétition

### Classement
Le classement est établi sur le barème de points classique (victoire à 2 points, match nul à 1, défaite à 0).
| Rang | Équipe             | Pts | J  | G  | N  | P  | Bp | Bc | Diff |
| ---- | ------------------ | --- | -- | -- | -- | -- | -- | -- | ---- |
| 1    | Celtic FC T        | 55  | 36 | 24 | 7  | 5  | 79 | 33 | +46  |
| 2    | Aberdeen FC        | 53  | 36 | 23 | 7  | 9  | 71 | 29 | +42  |
| 3    | Rangers FC C       | 43  | 36 | 16 | 11 | 9  | 57 | 45 | +12  |
| 4    | Dundee United      | 40  | 36 | 15 | 11 | 10 | 61 | 38 | +23  |
| 5    | Saint Mirren       | 37  | 36 | 14 | 9  | 13 | 49 | 52 | -3   |
| 6    | Hibernian FC P     | 36  | 36 | 11 | 14 | 11 | 38 | 40 | -2   |
| 7    | Greenock Morton    | 30  | 36 | 9  | 12 | 15 | 31 | 54 | -23  |
| 8    | Dundee FC P        | 26  | 36 | 11 | 4  | 21 | 46 | 72 | -26  |
| 9    | Partick Thistle FC | 22  | 36 | 6  | 10 | 20 | 35 | 59 | -24  |
| 10   | Airdrieonians      | 18  | 36 | 5  | 8  | 23 | 31 | 76 | -45  |

| Légende : Qualifications et relégations | Légende : Qualifications et relégations                                        |
| --------------------------------------- | ------------------------------------------------------------------------------ |
|                                         | Coupe d'Europe des Clubs champions 1982-1983                                   |
|                                         | Coupe d'Europe des vainqueurs de coupe 1982-1983                               |
|                                         | Coupe UEFA 1982-1983                                                           |
|                                         | Relégation en deuxième division                                                |
|                                         | T : Tenant du titre C : Vainqueurs de la Coupe d'Écosse de football P : Promus |

## Bilan de la saison
| Tableau d'Honneur                |             |
| Compétition                      | Vainqueur   |
| Championnat d'Écosse de football | Celtic FC   |
| Coupe d'Écosse de football       | Aberdeen FC |

| Promotions et relégations |                                  |
| Promus                    | Motherwell FC Kilmarnock FC      |
| Relégués                  | Partick Thistle FC Airdrieonians |

## Statistiques

### Meilleur buteur
- George McCluskey, Celtic Football Club 21 buts